# Rubus satotakashii
Rubus satotakashii är en rosväxtart som beskrevs av N. Naruhashi och Cheksum bt. Tawan. Rubus satotakashii ingår i släktet rubusar, och familjen rosväxter. Inga underarter finns listade i Catalogue of Life.